# 中華人民共和国住宅都市農村建設部

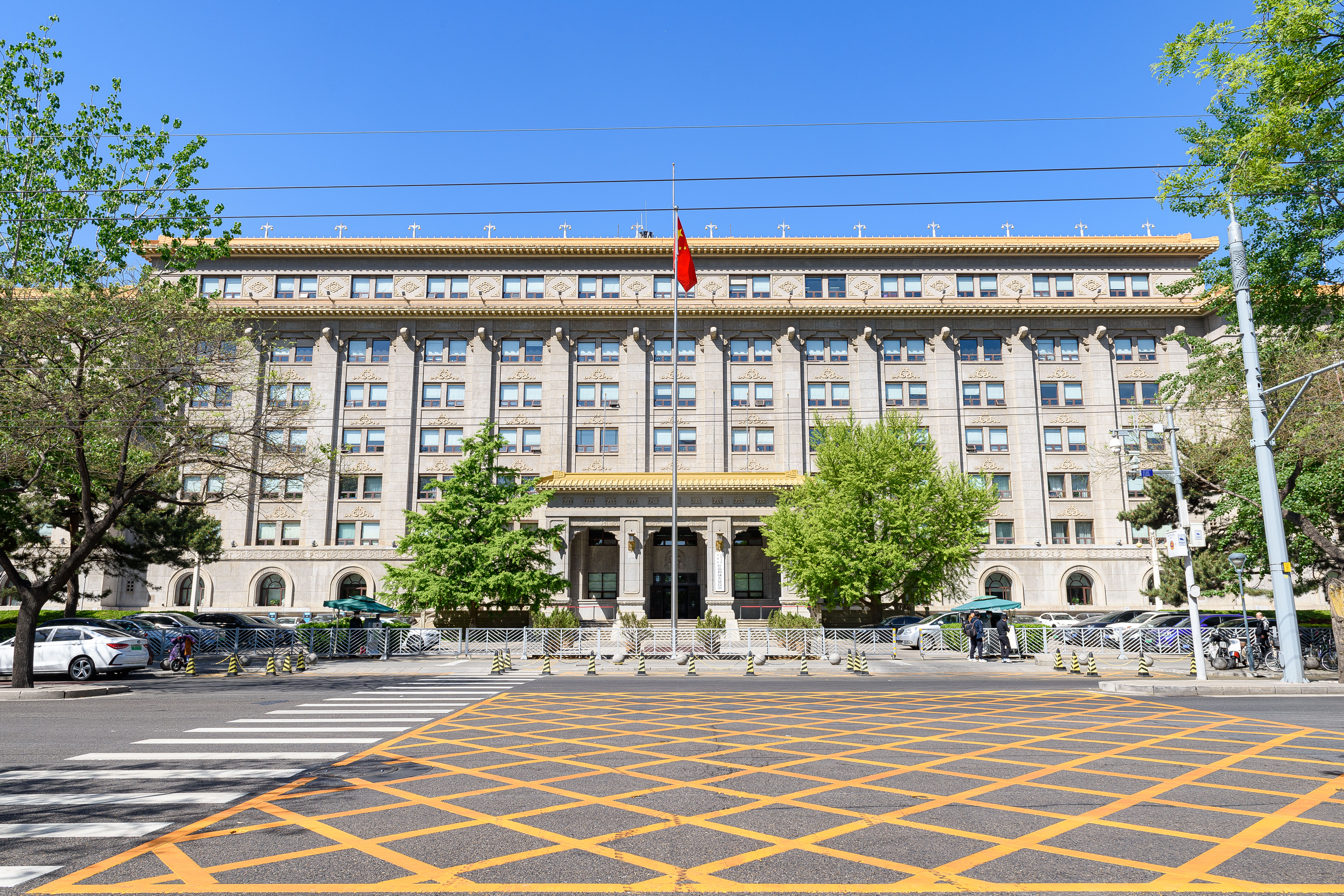
2023年4月撮影

中華人民共和国住宅都市農村建設部（ちゅうかじんみんきょうわこくじゅうたくとしのうそんけんせつぶ）は、中華人民共和国の国家行政機関で、建築・建設の行政管理を担当する。最高国家行政機関である国務院の構成部門の一つ。日本の旧建設省（現在の国土交通省）に相当する。
2008年3月の第11期全国人民代表大会第1回会議で建設部が改組されて設置された。現在の部長は倪虹（四代）。

## 下位機構
12の職能司（日本の庁・局にあたる）が置かれている。
1. 弁公庁
2. 法規司
3. 住宅改革・発展司
4. 住宅保障司
5. 都市農村計画司
6. 標準司
7. 住宅・土地市場監督管理司
8. 建築市場管理司
9. 都市建設司
10. 農村・小都市建設司
11. 工程・品質・安全監督管理司
12. 建築省エネルギー・科学技術司
13. 住宅公的基金監督管理司
14. 計画財務・外事司
15. 人事司

## 幹部
- 部長：倪虹
- 副部長：江万栄 董建国 秦海祥 李小龍
- 紀検組組長： 宋漢松
- 総工程師：江小群
- 総経済師：曹金彪

## 歴代部長
- 姜偉新（2008年3月 -2014年6月 ）
- 陳正高（2014年6月-2017年6月 )
- 王蒙徽  (2017年6月-2022年4月 )
- 倪虹　  (2022年6月-                )